# 1614 en santé et médecine
| Années de la santé et de la médecine : 1611 - 1612 - 1613 - 1614 - 1615 - 1616 - 1617    |
| Décennies de la santé et de la médecine : 1580 - 1590 - 1600 - 1610 - 1620 - 1630 - 1640 |

Cet article présente les faits marquants de l'année 1614 en santé et médecine.

## Événements
- Après trois années d'invasions de sauterelles, la ville d'Arles, qui donne un sou par livre d'insectes récoltée et deux sous pour le même poids de leurs œufs, doit débourser plus de 17 000 livres[1].
- 23 août : fondation de l'académie de Groningue, deuxième plus vieille université des Pays-Bas, qui comprend une chaire de médecine dès son ouverture et se dote d'un théâtre d'anatomie l'année suivante[2],[3].

## Publications
- Johann Rudolf Camerarius (1578-1635), médecin à Reutlingen, donne le premier de ses vingt recueils en latin de « secrets de la médecine et de la nature » (Sylloges memorabilium medicinae et mirabilium naturae arcanorum[4]), dont le dernier paraîtra en 1683[5].
- Sous le titre de Bacchica furens medicis armis oppugnata[6], le médecin lorrain Christophe Cachet (1572-1624) publie sa traduction latine du Discours de l'yvresse et yvrongnerie[7] de Jean Mousin (1573-1645[8]).
- Philipp Müller (de) (1585-1659), physicien, mathématicien et médecin allemand, publie ses Miracula et mysteria chymico-medica[9].
- Santorio Santorio publie ses aphorismes « sur la médecine statique » (De statica medicina aphorismi[10]).

## Naissances
- 16 février (1614 ou 1615) : Christopher Merrett (mort en 1695), médecin et naturaliste britannique[11].
- 15 mars : Franz de le Boë (ou Franciscus Sylvius, mort en 1672), médecin, anatomiste, chimiste et physiologiste allemand qui donnera son nom à l'« aqueduc de Sylvius », situé dans une scissure du mésencéphale également dite « de Sylvius[12] ».
- François-Mercure Van Helmont (mort en 1699), philosophe et alchimiste flamand, savant en médecine et fils du célèbre médecin Jean-Baptiste Van Helmont (1579-1644[13]).

## Décès
- 15 mars : Henri de Smet (né en 1537), médecin flamand, professeur à Heidelberg et fondateur du jardin botanique de l'université[14].
- 28 juillet : Félix Platter (né en 1536), médecin, anatomiste et botaniste suisse, fils de l'humaniste Thomas Platter le Vieux et demi-frère de Thomas Platter le Jeune (1574-1628), botaniste et médecin[15],[16].
- Étienne Hubert (né en 1567 ou 1568), médecin, orientaliste et diplomate français[17].